# Tmarus digitatus
Tmarus digitatus là một loài nhện trong họ Thomisidae.
Loài này thuộc chi Tmarus. Tmarus digitatus được Cândido Firmino de Mello-Leitão miêu tả năm 1929.